# Craig Thomson
Craig Thomson (* 17. April 1991 in Edinburgh) ist ein schottischer Fußballspieler. Der Abwehrspieler spielt derzeit bei Heart of Midlothian in der Scottish Premier League und für die Schottische U-21 Nationalmannschaft. Er ist der bis dato erste und einzige Schotte, der jemals in Litauen spielte.

## Vereinskarriere
Craig Thomson wurde 1991 in der schottischen Hauptstadt Edinburgh geboren. In der Jugend spielte er  für Heart of Midlothian, wobei Thomson in allen Altersklassen zu Einsätzen kam. Im August 2010 konnte der Abwehrspieler in der dritten Qualifikationsrunde der Europa League Saison 2009/10 gegen Dinamo Zagreb seinen ersten Profieinsatz im Trikot der Hearts verzeichnen. Bei dem 2:0-Erfolg wurde er zum Spieler des Spiels erklärt, nachdem er über 90 Minuten zum Einsatz kam. In der Scottish Premier League gab er sein Debüt gegen den FC St. Johnstone, wobei das Talent wiederum zum Spieler des Spiels ernannt wurde. Im September 2009 wurde Thomson Young Player of the Month in der höchsten schottischen Spielklasse. Zuvor hatte Thomson in der Altersklasse der U-19-Junioren bereits den Clydesdale Bank U-19 Rising Star erhalten. Bis zu seinem ersten Treffer musste Thomson bis April 2011 warten, ehe er einen Strafstoß beim 3:3 im heimischen Tynecastle Stadium gegen den FC Motherwell einnetzen konnte. Im Juni desselben Jahres machte Thomson negative Schlagzeilen, nachdem er im Internet gegenüber zwei minderjährigen Mädchen sexuelle Nötigung begangen haben soll. Der Klub reagierte mit einer Suspendierung, die weiterhin anhält. Der litauische Präsident von Midlothian, Roman Romanow, der zugleich den FBK Kaunas durch die Ūkio bankas sponsert, deren Hauptanteilseigner er ist, entschloss sich dafür, Thomson bis Saisonende 2011 an den Rekordmeister FBK Kaunas zu verleihen. Dort kam der Verteidiger auf 14 Spiele und 5 Tore in der A Lyga. Nach einem weiteren Jahr in Litauen, das er beim FK Sūduva verbrachte, wechselte Thomson im November 2012 in seine schottische Heimat zurück und ging zum FC St. Johnstone.